# Coupe du Maghreb des clubs champions 1974-1975
Navigation
Édition précédente Édition suivante
La Coupe du Maghreb des clubs champions 1974-1975 est la sixième édition de la Coupe du Maghreb des clubs champions, qui se déroule entre le  30 août et 1er septembre 1974, à Casablanca.
La compétition est réservée aux champions nationaux du Maroc, de Tunisie, et d'Algérie ; la Libye ne participe pas à cette édition. L'Espérance sportive de Tunis se qualifie à la compétition en tant que vice-champion, car le Club africain est le tenant du titre, mais aussi le champion de Tunisie. La compétition se joue sous forme de matchs à élimination directe, mettant aux prises quatre clubs, qui s'affrontent à Casablanca. 
Ce sont les Tunisiens du Club africain qui remportent la compétition en battant en finale le club marocain du Raja de Beni Mellal, sur le score de 2 buts à 0, après prolongations. Il s'agit du deuxième titre consécutif du Club africain dans la compétition.

## Équipes participantes
- Jeunesse sportive de Kabylie  - Champion d'Algérie 1974
- Raja de Beni Mellal  - Champion du Maroc 1974
- Club africain  - Champion du Maghreb 1974 et champion de Tunisie 1974
- Espérance sportive de Tunis  - Vice-champion de Tunisie 1974

## Compétition

### Demi-finales
Matchs disputés le 30 août 1974
| Date    | Équipe 1            | Résultat | Équipe 2   |
| ------- | ------------------- | -------- | ---------- |
| 30 août | Club africain T     | 3 - 1    | JS Kabylie |
| 30 août | Raja de Beni Mellal | 3 - 2    | ES Tunis   |

Les buteurs des demi-finales sont Taoufik Belghith, Naceur Cherif et Moncef Khouini (CA), Rachid Dali (JSK) pour le premier match et Ahmed Najeh (2 buts) et Cherif (Raja), Zoubeir Boughnia et Abdelmajid Gobantini (EST) pour le deuxième match.

### Match pour la3eplace
Match joué le 1er septembre 1974
| Date          | Équipe 1 | Résultat         | Équipe 2   |
| ------------- | -------- | ---------------- | ---------- |
| 1er septembre | ES Tunis | 0 - 0 4-3 t.a.b. | JS Kabylie |

Les formations des clubs sont :
- EST : Kamel Karia, Abdelkrim Bouchoucha, Fethi Ouakaâ, Mohamed Habib Kochbati, Ridha Akacha, Abdelmajid Jelassi, Taoufik Labidi, Tarak Dhiab, Abdelmajid Gobantini, Zoubeir Boughnia, Hamadi Hannachi (puis Nasra)
- JSK : Tahir Kamel, Arezki Meghrici, Salah Larbes, Mohand Chérif Hannachi, Mouloud Iboud, Hocine Amrous, Kamel Aouici, Salem Amri, Rachid Dali, Mohamed Younsi et Djebbar Abdellah.

### Finale
Match joué le 1er septembre 1974
| Date          | Équipe 1            | Résultat | Équipe 2        |
| ------------- | ------------------- | -------- | --------------- |
| 1er septembre | Raja de Beni Mellal | 0 - 2 ap | Club africain T |

- Buts de Hassen Bayou (  91e) et Tahar Chaïbi (  119e)
- CA : Sadok Sassi, Mohamed Ayari, Tahar Zidi, Hamza Mrad, Ali Retima, Taoufik Belghith, Nejib Ghommidh, Néjib Abada (puis Tahar Chaïbi), Moncef Khouini, Abderrahmane Nasri, Naceur Cherif (puis Hassen Bayou)
- RBM : El Habib, Hassen, Azzam, Ahmed Najeh, Ghazzay, Ben Béchir, Belkbir, Madhi, Annibou (expulsé), Khiraoui, Oulad II (puis Safir).

## Vainqueur
| Coupe du Maghreb des clubs champions Vainqueur 1974 |
| --------------------------------------------------- |
| Club africain Deuxième titre                        |

## Sources
- (en) « Maghreb Champions Cup », sur rsssf.com (consulté le 16 mai 2016)